# Robert Schyberg

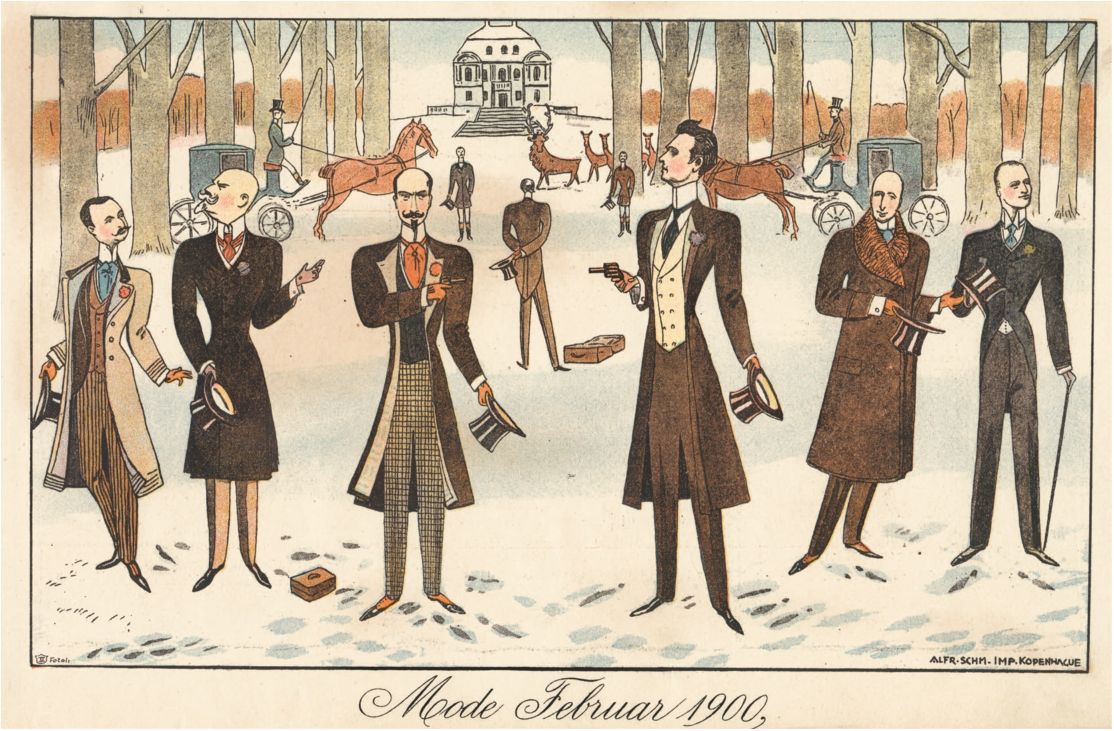
Satirische Zeichnung des Duells zwischen Schyberg und Brandes von Alfred Schmidt in der Zeitschrift Blæksprutten (Krake)

Johannes Robert Schyberg (* 8. Juli 1872 in Kopenhagen; † 19. Dezember 1946 in Ordrup) war ein dänischer Schauspieler.
Johannes Robert Schyberg war der Sohn des Korporals und Kontoristen Johan Sophus Schyberg (1852 – ca. 1900) und von Julie Charlotte Amalia Elmgreen (1850–1898). Ab 1888 erhielt er am Königlichen Theater eine Ausbildung in Schauspiel und Ballett. Von 1892 bis 1896 debütierte er am Kopenhagener Dagmarteatret und war anschließend bis 1899 an verschiedenen Privattheatern tätig.
Von 1899 bis 1919 gehörte Schyberg zum festen Ensemble des Königlichen Theaters. Von 1912 bis 1917 war er für die Nordisk Film sowie die SRH tätig. und wirkte in rund 30 Stummfilmen mit. 1912 schrieb er das Drehbuch für den Film Spejderen, und 1917 führte er in dem Film Forbryderkongens Datter auch Regie.
Im Jahre 1900 war Schyberg in einen Skandal verwickelt: Er ohrfeigte den Theaterkritiker und späteren dänischen Finanzminister Edvard Brandes auf offener Straße, nachdem dieser sich in der Zeitung Politiken „höhnisch“ über Schybergs Spiel als Liebhaber Leonard in dem Stück Mester Gert Westphaler von Ludvig Holberg geäußert hatte. Brandes forderte ihn daraufhin zum Duell, da Schyberg sich nicht bei ihm entschuldigen wollte. Die beiden trugen ein unblutiges, aber aufsehenerregendes Duell mit Pistolen im Waldgebiet Ermelunden aus, einem Teil des Hirschparks Jægersborg Dyrehave. Keiner der beiden Duellanten konnte einen Treffer landen. Da Duelle verboten waren, wurden beide Männer zu einer Gefängnisstrafe von jeweils 14 Tagen verurteilt. Dieses Duell war vermutlich das letzte, das in Dänemark ausgetragen wurde.
Wegen seiner angegriffenen Gesundheit ging Schyberg 1919 in Pension, und er erwarb das Fotostudio der Hoffotografin Mary Steen, das er für kurze Zeit betrieb. 1922 übernahm er ein Kino in Charlottenlund, das er bis zu seinem Tod leitete; anschließend führte seine Frau Ingrid das Kino weiter. 1941 publizierte Schyberg seine Memoiren Billeder på væggen (Bilder an der Wand).
Robert Schyberg war zweimal verheiratet: in erster Ehe ab 1905 mit der Schauspielerin Dagny Lange, in zweiter Ehe ab 1919 mit Ingrid Jacobsen. Aus jeder Ehe entstammte ein Sohn, einer von beiden war der Theaterkritiker Frederik Schyberg (1905–1950).